# Rafael Casamor i Vila
Rafael Casamor i Vila (Blanes, 4 d'abril de 1920 - Blanes, 1 de juliol de 1972) fou un futbolista català de la dècada de 1940.

## Trajectòria
Va jugar al CD Blanes abans de la Guerra Civil. Finalitzada la guerra, jugà al FC Barcelona tres temporades. Només jugà un partit oficial de lliga la temporada 1943-44, i 34 més d'amistosos.